# Cementiri Saint-Vincent
El cementiri Saint-Vincent es troba a la rue Lucien Gaulard al 18è districte, al barri de Montmartre, a París. Va obrir les portes el 5 de gener de 1831. És un dels tres cementiris de Montmartre, amb el cementiri del Calvari, al costat de l'església Saint-Pierre de Montmartre, i el cementiri del Nord, correntment anomenat cementiri de Montmartre.

## Personalitats inhumades
El cementiri Saint-Vincent compta amb prop de 900 tombes, destacant-hi:
- Marcel Aymé (1902-1967), escriptor
- Harry Baur (1880-1943), actor
- Egène Boudin (1824-1898), pintor
- Marcel Carné (1906-1996), cineasta
- Louis-Robert Carrier-Belleuse (1848-1913), pintor i escultor
- Jules Chéret (1836-1932), cartellista
- Roland Dorgelès (1885-1973), escriptor
- André Gabriello (1896-1975), actor
- Arthur Honegger (1892-1955), compositor
- Désiré-Émile Inghelbrecht (1880-1965), compositor i director d'orquestra
- Gen Paul (1895-1975), pintor
- Germaine Pichot (1880 - 1948) model pictòrica[1]
- Ramon Pichot i Gironès (1872 - 1925) pintor[1]
- Henri Poupon (1882-1953), actor
- Gustave Victor Quinson (1868-1943), escriptor
- Màxim Révol (1894-1967), actor
- Paul Sédir (Yvon Le Loup) (1871-1926), escriptor, filòsof
- Théophile Steinlen (1859-1923), pintor
- Maurice Utrillo (1883-1955), pintor